# Politikåret 1873

## Händelser
- 3 mars - William Fox efterträder George Marsden Waterhouse som Nya Zeelands premiärminister.[1]
- 8 april - Julius Vogel efterträder William Fox som Nya Zeelands premiärminister.[1]
- 1 juli - Prince Edward Island blir provins i Kanada.[2]
- 21 juli - Frederik Stang tillträder som Norges första statsminister.[3]
- 10 augusti -  Marco Minghetti efterträder Giovanni Lanza som Italiens konseljpresident.[4]
- 7 november - Alexander Mackenzie efterträder John A. Macdonald som Kanadas premiärminister.[5]

### Fotnoter
1. 1 2  ”New Zealand” (på engelska). World Statesmen. http://www.worldstatesmen.org/New_Zealand.htm. Läst 1 augusti 2015.
2. ↑  ”Prince Edward Island” (på engelska). World Statesmen. http://www.worldstatesmen.org/Canada_Provinces_P-Y.html#Prince-Edward. Läst 29 juli 2015.
3. ↑  ”Norway” (på engelska). World Statesmen. http://www.worldstatesmen.org/Norway.htm. Läst 29 juli 2015.
4. ↑  ”Italy” (på engelska). World Statesmen. http://www.worldstatesmen.org/Italy.htm. Läst 31 juli 2015.
5. ↑  ”Canada” (på engelska). World Statesmen. http://www.worldstatesmen.org/Canada.html. Läst 1 augusti 2015.